# Homoneura ornatifrons
Homoneura ornatifrons är en tvåvingeart som först beskrevs av Kertesz 1913.  Homoneura ornatifrons ingår i släktet Homoneura och familjen lövflugor.
Artens utbredningsområde är Taiwan. Inga underarter finns listade i Catalogue of Life.